# Nervy Nat
Nervy Nat este un personaj de desene animate creat de Pat Sullivan pentru Pat Sullivan Studios în 1916. Acesta apare într-un singur film.

## Filmografie
| Nr. | Titlu                          | Regia        | Data premierei    | Observații |
| --- | ------------------------------ | ------------ | ----------------- | ---------- |
| 1   | Nervy Nat Has His Fortune Told | Pat Sullivan | 24 decembrie 1916 |            |